# Cheranmadevi
Cheranmadevi (o Cheranmahadevi, Sermadevi) è una suddivisione dell'India, classificata come town panchayat, di 16.320 abitanti, situata nel distretto di Tirunelveli, nello stato federato del Tamil Nadu. In base al numero di abitanti la città rientra nella classe IV (da 10.000 a 19.999 persone).

## Geografia fisica
La città è situata a 8° 40' 60 N e 77° 34' 0 E e ha un'altitudine di 62 m s.l.m..

## Società

### Evoluzione demografica
Al censimento del 2001 la popolazione di Cheranmadevi assommava a 16.320 persone, delle quali 7.978 maschi e 8.342 femmine. I bambini di età inferiore o uguale ai sei anni assommavano a 1.443, dei quali 727 maschi e 716 femmine. Infine, coloro che erano in grado di saper almeno leggere e scrivere erano 12.550, dei quali 6.596 maschi e 5.954 femmine.